# Station Alsager
Alsager is een station van National Rail in Congleton in Engeland. Het station is eigendom van Network Rail en wordt beheerd door East Midlands Railway. 